# Ценін-Заборни
Ценін-Заборни (пол. Cienin Zaborny) — село в Польщі, у гміні Слупца Слупецького повіту Великопольського воєводства.
Населення — 826 осіб (2011).
У 1975-1998 роках село належало до Конінського воєводства.

## Демографія
Демографічна структура станом на 31 березня 2011 року:
|          | Загалом | Допрацездатний вік | Працездатний вік | Постпрацездатний вік |
| -------- | ------- | ------------------ | ---------------- | -------------------- |
| Чоловіки | 421     | 91                 | 292              | 38                   |
| Жінки    | 405     | 95                 | 228              | 82                   |
| Разом    | 826     | 186                | 520              | 120                  |